# Kiczki Pierwsze
Kiczki Pierwsze (prononciation : [ˈkit͡ʂki ˈpjɛrfʂɛ]) est un village polonais de la gmina de Cegłów dans le powiat de Mińsk de la voïvodie de Mazovie dans le centre-est de la Pologne.
Il se situe à environ 16 kilomètres au sud-est de Mińsk Mazowiecki (siège du powiat) et à 52 kilomètres à l'est de Varsovie (capitale de la Pologne).
Le village compte approximativement une population de 390 habitants en 2006.

## Histoire
De 1975 à 1998, le village appartenait administrativement à la voïvodie de Siedlce.